# Орел Світлана Василівна
Орел (Бондар) Світлана Василівна (29 березня 1965, Новомиргород) — українська журналістка.

## Життєпис
У 1981 році закінчила Новомиргородську середню школу. Працювала рік у редакції районної газети «Червона зірка» на посадах кореспондента та заввідділом листів. У 1987-му закінчила факультет журналістики Київського державного університету. Працювала кореспондентом, заввідділом обласної молодіжної газети «Молодий комунар», кореспондентом обласної газети «Народне слово». З 1996-го — редактор газети «Думка». У лютому 1998-го брала участь у програмі «Economics and Business Reporting» (USAID and AED). З липня 1998-го — політичний оглядач, а з жовтня того ж року — заступник редактора міської газети «Вечірня газета». З липня 2005-го по січень 2020 — власний кореспондент міжнародного тижневика «Дзеркало тижня». Співпрацювала з науковою редакцією «Реабілітовані історією. Кіровоградська область», автор багатьох нарисів про репресованих, співавтор наукової вступної статті до п'ятитомника, підготовленого науковою редакцією.
У 2009—2011 — за сумісництвом викладач кафедри видавничої справи та редагування Кіровоградського держпедуніверситету, у 2012 році — Кіровоградського відділення університету «Україна».
У 2003—2013 роках — голова міської, а потім і обласної організації ВУТ «Просвіта» імені Т. Г. Шевченка.
Лауреат обласних премій імені Євгена Маланюка в номінації «Публіцистика» та премії імені Володимира Винниченка, лауреат премії Українського форуму «Лицарське перо», лауреат премії імені Воляників-Швабінських (США, 2019 рік), лауреат обласної журналістської премії (2020), лауреат державної премії імені В.Чорновола (2020), нагороджена ювілейною медаллю до 25-річчя Незалежності.
Автор художньо-публіцистичної книги «Горе тим, хто зло називає добром…» («Імекс ЛТД», Кіровоград, 2004 рік) та краєзнавчих видань «Розстріляна Просвіта» (Центрально-Українське видавництво, 2014 рік), «Ті, хто не хотів помирати мовчки» (КП «Регіональна інформаційно-поліграфічна агенція», 2018 рік), «Бенкет джмеля» («Імекс-ЛТД», Кропивницький, 2020), «Вупереч і опір» («Поліграфсервіс», Кропивницький, 2023)
Нині — засновник і редактор сайту «Кропивницький час-time».